# Karol Gąsienica-Szostak
Karol Gąsienica-Szostak (* 11. Oktober 1908 in Zakopane; † 26. Januar 1996 ebenda) war ein polnischer nordischer Skisportler.

## Werdegang
Szostak, der während seiner Karriere vor allem für SN PTT Zakopane startete, wurde sieben Mal polnischer Meister. Während er sechsmal die 5 × 10-km–Staffel mit seinem Verein SN PTT gewann, wurde er 1930 in der Nordischen Kombination Einzelsieger vor Bronisław Czech. Auch im Skispringen gewann er 1927 von der Łabajów in Wisła als Dritter eine Medaille.
Laut dem Polnischen Olympischen Komitee nahm Gąsienica-Szostak an den Olympischen Winterspielen 1928 in St. Moritz teil, beendete aber das Rennen über 18 Kilometer nicht. Bei den Nordischen Skiweltmeisterschaften 1929 in Zakopane belegte er beim Skispringen den 25. sowie in der Nordischen Kombination den dreizehnten Platz. Ein Jahr später belegte er bei den Nordischen Skiweltmeisterschaften 1930 in Oslo den 52. Rang im 17-km-Skilanglauf.

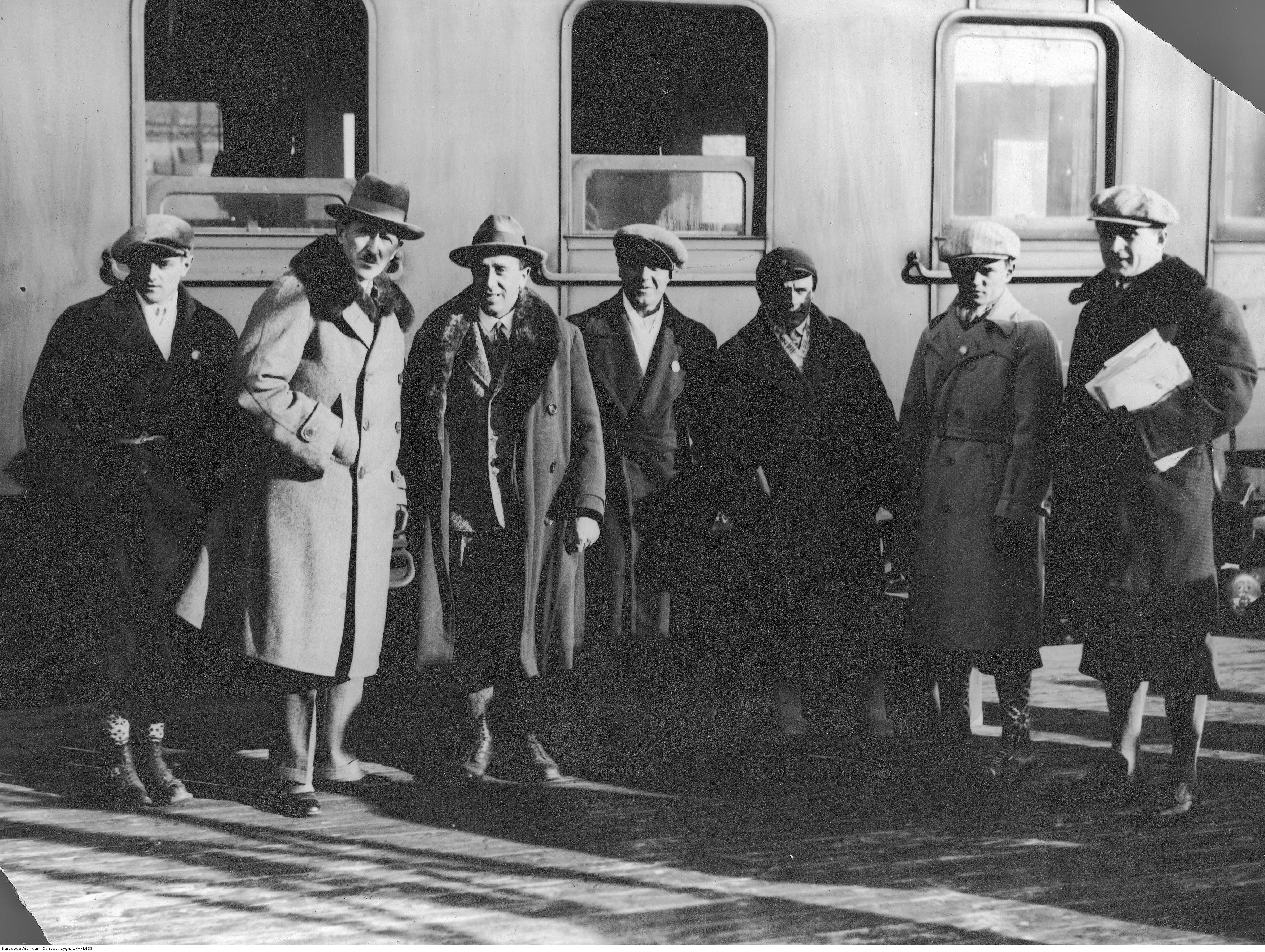
Gąsienica-Szostak mit Aleksander Bobkowski und Bronisław Czech bei den Weltmeisterschaften 1930 in Oslo